# Wilhelm Schmidt (Schauspieler)

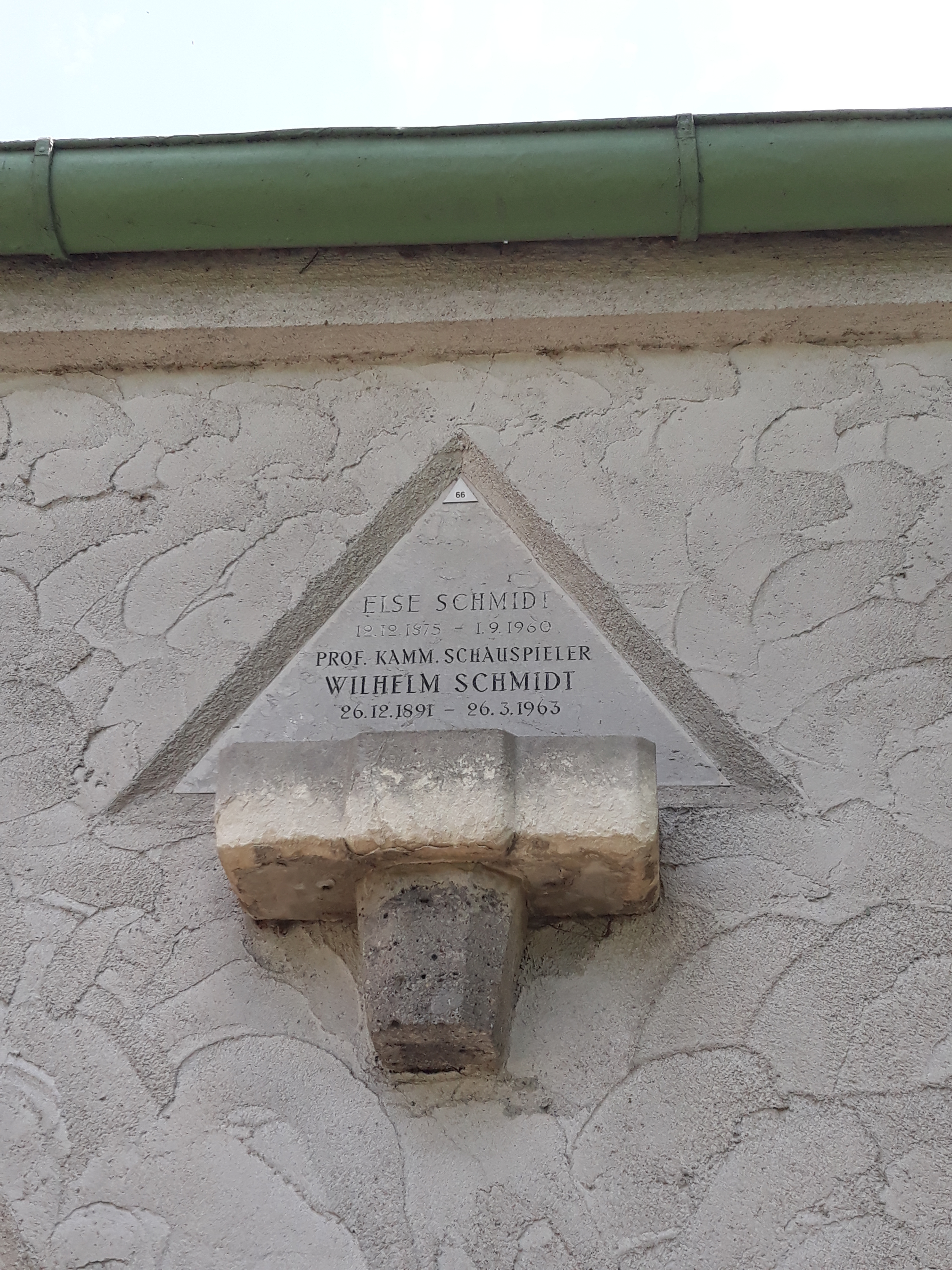
Das Grab von Wilhelm Schmidt und seiner Ehefrau Else, geborene Godeck, im Urnenhain der Feuerhalle Simmering in Wien

Wilhelm Schmidt (* 26. Dezember 1891 in Dresden, Deutsches Reich; † 26. März 1963 in Wien, Österreich) war ein österreichisch-deutscher Schauspieler bei Bühne und Film.

## Leben
Schmidt besuchte das Gymnasium, ging anschließend ins Kadettenkorps und absolvierte die Reifeprüfung. Noch keine 18 Jahre alt, nahm er in seiner Heimatstadt Dresden von 1909 bis 1911 Schauspielunterricht bei Lothar Mehnert und Hanns Fischer. Sein erstes Festengagement brachte ihn 1911 an die Vereinigten Städtischen Bühnen in Graz, ab 1914 war Schmidt Ensemblemitglied des Wiener Burgtheaters. Ab 1919 kamen diverse Angebote vom (zumeist österreichischen) Film hinzu, dennoch blieb Wilhelm Schmidt stets in erster Linie ein Theaterschauspieler. Schmidt stand 1944 in der Gottbegnadeten-Liste des Reichsministeriums für Volksaufklärung und Propaganda.
In seiner Wahlheimat erhielt er für seine Leistungen am Theater einige Auszeichnungen, so etwa die Ernennung zum Professor und zum Kammerschauspieler. Zu Schmidts Rollenrepertoire an der Burg zählen u. a. der Melvil in Schillers Maria Stuart, der Arkas in Goethes Iphigenie auf Tauris, der Pantalone in Goldonis Der Lügner, der Krüger in Gerhart Hauptmanns Der Biberpelz und der Schlucker in Shakespeares Ein Sommernachtstraum.
In späteren Jahren war Schmidt Präsident der österreichischen Bühnengewerkschaft und des österreichischen Centre des Internationalen Theaterinstituts sowie stellvertretender Leiter der Arbeitsgemeinschaft für Kunst und Wissenschaft Wien. Er war von 1928 bis zu seiner Deckung 1934 Mitglied der Freimaurerloge Freundschaft und ab 1945 der Loge Humanitas renata sowie 1949 der reaktivierten Loge Freundschaft.
Schmidt war mit der Schauspielerin Else Godeck (1875–1960) verheiratet.

## Filmografie
- 1917: Feenhände
- 1920: Monica Vogelsang
- 1920: Das vierte Gebot
- 1920: Prinz und Bettelknabe
- 1921: Die Schauspielerin des Kaisers
- 1921: Die Spur im Dunkeln
- 1921: Kleider machen Leute
- 1922: Die Tochter des Brigadiers
- 1922: Meriota, die Tänzerin
- 1926: Die Brandstifter Europas
- 1932: Melodie der Liebe
- 1939: Hochzeitsreise zu dritt
- 1943: Reisebekanntschaft
- 1943/45: Freunde
- 1948: Der Prozeß
- 1953: Der Verschwender
- 1954: Die Perle von Tokay
- 1954: König der Manege
- 1956: Wilhelm Tell